# Mickey Waller
Micky (Mickey) Waller, (6 de septiembre de 1941 en Londres - 6 de mayo de 2008, London) fue un veterano baterista que tocó con muchos de los más grandes de la escena rock inglesa desde que inició su carrera profesional en 1960. Además de ser miembro, aunque a veces esporádico, de alguna de las bandas prioneras de los 60, Micky tocó también como músico de sesión con muchos artistas de Reino Unido y Estados Unidos.

## Biografía
La primera banda profesional de Micky The Free-trekkers tuvo un éxito menor en 1960 con Greenjeans, pero Mickey la abandonó pronto para unirse a una conocida banda: Joe Brown and the Bruvvers. En julio de 1963, se unió a los Cyril Davies R&B All Stars, una banda con formación volátil originalmente del baterista Carlo Little.
- Cyril Davies (voz, armónica)
- Long John Baldry (voces)
- Geoff Bradford (guitarra)
- Keith Scott (piano)
- Micky Waller (batería)

Cyril Davies murió el 7 de enero de 1964 y Micky Waller abandonó el grupo cuando éste fue transformando por Long John Baldry para convertirse en Hoochie Coochie Men. Micky se fue a tocar con Marty Wilde como uno de los Wildecats. Durante este periodo tocó en dos giras con Little Richard por Reino Unido.
Como muchos músicos de la época, Mickey se cambió frecuentemente de banda. Tras una breve estancia con Georgie Fame and the Blue Flames, un grupo al que se reincorporó en varias ocasiones, se unió a Brian Auger para formar parte de The Rinity; poco después fue seguido por Long John Baldry. En abril de 1965 el grupo se amplió con Rod Stewart y Julie Driscoll para evolucionar en una nueva banda: The Steampacket.
- Long John Baldry (voces)
- Rod Stewart (voces)
- Julie Driscoll (voces)
- Vic Briggs (guitarra)
- Brian Auger (teclados)
- Rick Brown (bajo)
- Micky Waller (batería)

En abril de 1966, Rod Stewart se fue y los otros miembros permanecieron como el núcleo de una nueva formación: Brian Auger - Julie Driscoll & The Trinity.
- Julie Driscoll (voces)
- Vic Briggs (guitarra)
- Rick Brown (bajo)
- Brian Auger (teclados)
- Micky Waller (batería)

Micky se unió John Mayall & the Bluesbrakers para unos pocos conciertos en abril de 1967, mientras John Mayall buscaba un baterista permanente  en la persona de Mick Fleetwood que también había tocado brevemente con Steampacket.
- John Mayall (voces, guitarra, teclados)
- Peter Green (guitarra)
- John McVie (bajo)
- Micky Waller (batería)

En agosto de 1967, Waller se unió a The Jeff Beck Group con su antiguo compañero Rod Stewart.
- Rod Stewart (voz)
- Jeff Beck (guitarra)
- Ron Wood (bajo)
- Micky Waller (batería)

El grupo produjo 2 discos. Truth en 1968 y Beck-Ola. Pero llegados a este punto, Waller dejó la banda para ser reemplazado por Tony Newman, otro fino baterista con influencias jazzies.
Micky continuó trabajando regularmente en bandas de rock y blues y se unió a la formación original de Deluxe Blues Band, con Dick Heckstall-Smith  de la famosa Colosseaum de John Mayall y un antiguo miembro de los primeros Fleetwood Mac, el bajista Bob Brumming. Brumming fue otro miembro que había experimentado el ser relleno temporal (dos meses) de una banda que buscaba su sustituto permanente, John McVie en su caso.
- Danny Adler (voz, guitarra)
- Bob Brunning (bajo)
- Bob Hall (piano)
- Dick Heckstall-Smith (saxo)
- Micky Waller (batería)

Brunning consecuentemente se agarró al nombre de Deluxe Blues Band mientras Micky se fue a Italia a tocar durante un tiempo. en su retorno a Londres, Micky se unió brevemente a una revivida Deluxe Blues Band que volvió a juntarle con Heckstall-Smith y Brumming así como nuevos miembros como Dave Beaumont, Alan Vincent y Phill ¨Taylor. Continuó tocando intermitentemente en bandas de blues del área londinense, incluyendo la homónima Micky Waller Band.
A primeros de los 80, Waller fue miembro de la Terry Smith blues Band, junto a Jo Alan Kelly(voz) y Tony Ashton(órgano).
Cuando se le preguntó a John Baldry ¿Que coño es de Micky Waller? el respondió: Ah, si, mi querido Micky. Estaba tan harto de ser estrujado por agentes y managers que se hizo abogado para apretarles ahora a ellos, en referencia a los royalties que pleitaba con Rod Stewart.
Micky era un potente baterista, de carácter relativamente reservado, que continuó haciendo significativas contribuciones en la escena blues y rock inglesa.